# Малая Борла
Малая Борла — село в Безводовском сельском поселении Кузоватовского района Ульяновской области. 

## География
Находится на расстоянии примерно 20 километров по прямой на восток от районного центра поселка Кузоватово.

## История
В 1913 в селе было дворов 399, жителей 1605 и церковь с  училищем. В 1990-е годы  работал СПК «Безводовский».

## Население
Население составляло 275 человек в 2002 году (95% русские), 155 по переписи 2010 года.